# Jackson Township (comté de Greene, Pennsylvanie)
Pour les articles homonymes, voir Jackson Township.
Jackson Township est un township situé au sud-ouest de la partie centrale du comté de Greene, en Pennsylvanie, aux États-Unis,. En 2010, il comptait une population de 445 habitants.

## Démographie
Lors du recensement de 2010, le township comptait une population de 445 habitants. Elle est estimée, en 2018, à 470 habitants.

### Source de la traduction
- (en) Cet article est partiellement ou en totalité issu de l’article de Wikipédia en anglais intitulé « Jackson Township, Greene County, Pennsylvania » (voir la liste des auteurs).